# Märratjärnet
Märratjärnet är en sjö i Torsby kommun i Värmland och ingår i Glommas huvudavrinningsområde. Märratjärnet ligger i Märramyren Natura 2000-område.